# Handbal
Handbal is een sport tussen twee ploegen van elk zeven spelers. De winnaar is het team dat de meeste doelpunten maakt door de bal in het doel van de tegenstander te werpen.
De kern van het spel, dat zowel door heren als door dames kan worden beoefend, wordt gevormd door twee belangrijke regels: de bal mag niet met het onderbeen en de voet worden gespeeld en een speler mag met de bal in de hand maar drie passen doen, dan moet hij hem op de grond stuiten of afspelen. Het vrij jonge zaalhandbal heeft het oudere veldhandbal thans flink naar de achtergrond gedrongen. Een andere variant is beachhandbal.

## Geschiedenis
Een handballer, die springt om de bal in de lucht te vangen, hem met de vlakke hand op de grond stuit of bij het werpen een schijnbeweging maakt, werd al bij de oude Grieken beschreven. En in het door balspelen bezeten Frankrijk van de middeleeuwen kende men het handbalspel ook, evenals in Engeland. Handbal, zoals het nu wordt gespeeld, is nog een betrekkelijke jonge telg aan de boom van sportieve balspelen. Maar de populariteit die het in enkele tientallen jaren in de hele wereld verwierf, is ongekend.
Handbal komt waarschijnlijk uit Duitsland. Het was de Duitser Max Heiser die handbal voor het eerst spelregels gaf. De Berlijnse gymnastiekleraar veranderde de afmetingen van het veld, de grootte van de doelen en hij maakte een doelgebied van 4 meter. In 1917 werden deze spelregels vastgelegd door de Berlijnse Turnraad onder de officiële naam: ’Bestimmungen für die Abhaltung des Handballspieles für die Damenabteilungen des Berliner Turnrathes’. Handbal was dus in eerste instantie alleen voor meisjes en onderdeel van de Berlijnse Turnraad. Aan het begin van 20ste eeuw wilde men de sporttak gymnastiek verbreden door ook balspelen aan het scenario toe te voegen. Aangezien voetbal een mannensport was en tennis alleen voor de elite, was handbal uitermate geschikt voor de meisjes. Later voegden de heren zich ook toe.

### Veldhandbal
In 1920 gaf de Duitse sportleraar Carl Schelenz het veldhandbal een definitief wedstrijdkarakter door o.a. het dribbelen en lichaamscontact toe te staan. Door de nieuwe afmetingen van het spel (een voetbalveld) werd o.a. het invoeren van een buitenspelregel noodzakelijk. Ook de omvang van de bal verkleinde, wat een positieve invloed had op de baltechniek en de tactische ontwikkeling van het spel. Het veldhandbal werd gespeeld met elf spelers. De Berlijnse Hochschule verzorgde in 1928 tijdens de Olympische Spelen van Amsterdam een succesvolle demonstratie (met een bal die 10 centimeter groter was dan de huidige "heren"-bal).
Om de vaart in het spel te houden hebben de spelregels van het veldhandbal in de loop der jaren herhaaldelijk veranderingen ondergaan, die zich in de eerste plaats richten tegen de voortdurende opeenhoping van spelers voor de doelen.

### Zaalhandbal
Terwijl het moderne veldhandbal dus in Duitsland is ontstaan, begon het zaalhandbal ongeveer twintig jaar later vanuit de Scandinavische landen aan zijn opmars. Daar had de Deen Holger Nielsen omstreeks de eeuwwisseling een soortgelijk werpspel tussen twee teams van zeven spelers ontwikkeld, dat aanvankelijk in de open lucht op een klein veld, maar later in de zaal werd beoefend. Hier kon het spel zonder invloeden van het weer en het terrein naar technische verfijning en tactische vervolmaking groeien. Tegenwoordig heeft het spectaculaire zaalhandbal het eens dominerende veldhandbal internationaal de loef afgestoken.
In 1936 stond handbal op het programma van de Olympische Spelen. Na 1936 werd handbal weer van het olympische programma geschrapt. In 1972 keerde het handbaltoernooi terug op het programma van de Olympische Zomerspelen.

## Teams

Opstelling (5-1 systeem)

Opstelling (6-0 systeem)

Zaalhandbal wordt gespeeld door twee ploegen die ieder zeven spelers op het veld hebben, van wie één de keeper is. Er mogen zich zeven spelers als reserve op de wisselbank bevinden. Een team wordt aangestuurd door een coach. Eventueel kan een team meerdere officials op de bank hebben, waaronder een manager, fysiotherapeut of keeperstrainer.
De kleding van de ploegen (shirt en korte broek en sokken) moet uniform zijn, de keepers dienen duidelijk van de veldspelers te onderscheiden zijn. De keepers dragen bijna altijd een lange broek. Bij officiële wedstrijden dragen alle spelers een rugnummer.
De spelers hebben meestal een vaste positie in het veld. Dit kan zijn op de linker- of rechterhoek, linker- of rechter opbouw, middenopbouw, midvoor / cirkel / stoor. De keeper heeft altijd een vaste positie in het doel in de cirkel en zal deze enkel verlaten om de bal opnieuw in het spel te kunnen brengen, een uitbraak van de tegenstander te verijdelen of om gewisseld te worden.
De veldspelers en de doelman/vrouw mogen onbeperkt gewisseld worden. Het wisselen gebeurt op de wissellijn binnen een gebied van 4,5 meter vanaf de middellijn op de eigen speelhelft. De nieuw in te brengen speler mag echter pas het veld betreden zodra de speler die wordt gewisseld het speelvlak volledig heeft verlaten. Gebeurt dit niet correct, dan volgt een tijdstraf.

## Speelveld

Handbalveld

Het rechthoekige speelveld is 40 meter lang en 20 meter breed, het wordt door een middenlijn verdeeld in twee speelhelften. Aan beide zijden in het midden van de achterlijn bevinden zich de doelen met daarvoor het doelgebied. Het doelgebied, dat aan de achterzijde begrensd wordt door de doellijn en achterlijn, wordt gevormd door twee kwartcirkels met een radius van zes meter, uitgezet vanuit de binnenste achterste hoek van de doelpalen, met een verbindingslijn op zes meter afstand en parallel aan de doellijn. Drie meter daarvoor en evenwijdig aan de voorste begrenzing van het doelgebied bevindt zich de vrije worplijn, dit is een regelmatig onderbroken lijn die zich op negen meter afstand van het doel bevindt. Tussen het doelgebied en de vrije worplijn ligt op zeven meter afstand van de doellijn de één meter lange strafworplijn. Verder is er nog in het doelgebied de 15 cm lange 4-meterlijn, deze is alleen bij een strafworp van belang.
De wissellijn maakt deel uit van de zijlijn en loopt voor beide teams vanaf de middenlijn tot aan een punt op 4,5 m vanaf de middenlijn. Deze punten zijn aangegeven door 15 cm lange lijnen.
Voor alle lijnen geldt, dat ze behoren bij het vlak dat ze begrenzen. Voor de middenlijn betekent dit dat deze tot beide speelhelften behoort. De doellijnen tussen de doelpalen zijn 8 cm breed, alle andere lijnen zijn 5 cm breed.

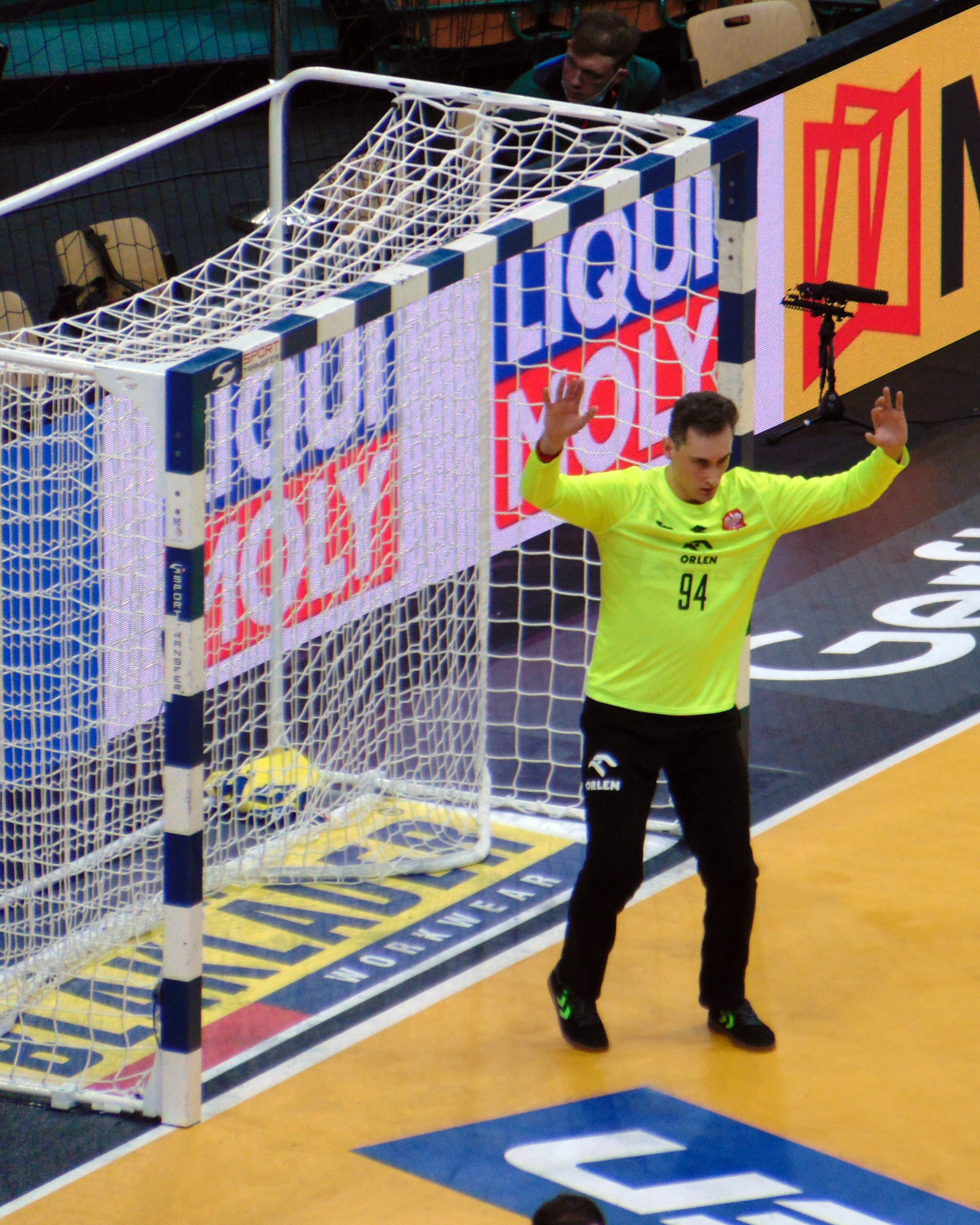
Doel

Het doel heeft een opening van drie meter breed en twee meter hoog, en bestaat uit twee palen en een dwarslat die vierkant zijn en een dikte hebben van 8 cm. De doelen moeten vast verankerd zijn aan de grond of aan de muur. Het doel is tweekleurig, doorgaans rood en wit, soms blauw-wit of zwart-wit. Aan het doel bevindt zich een net dat een diepte heeft van 70 tot 100 cm.

## De bal

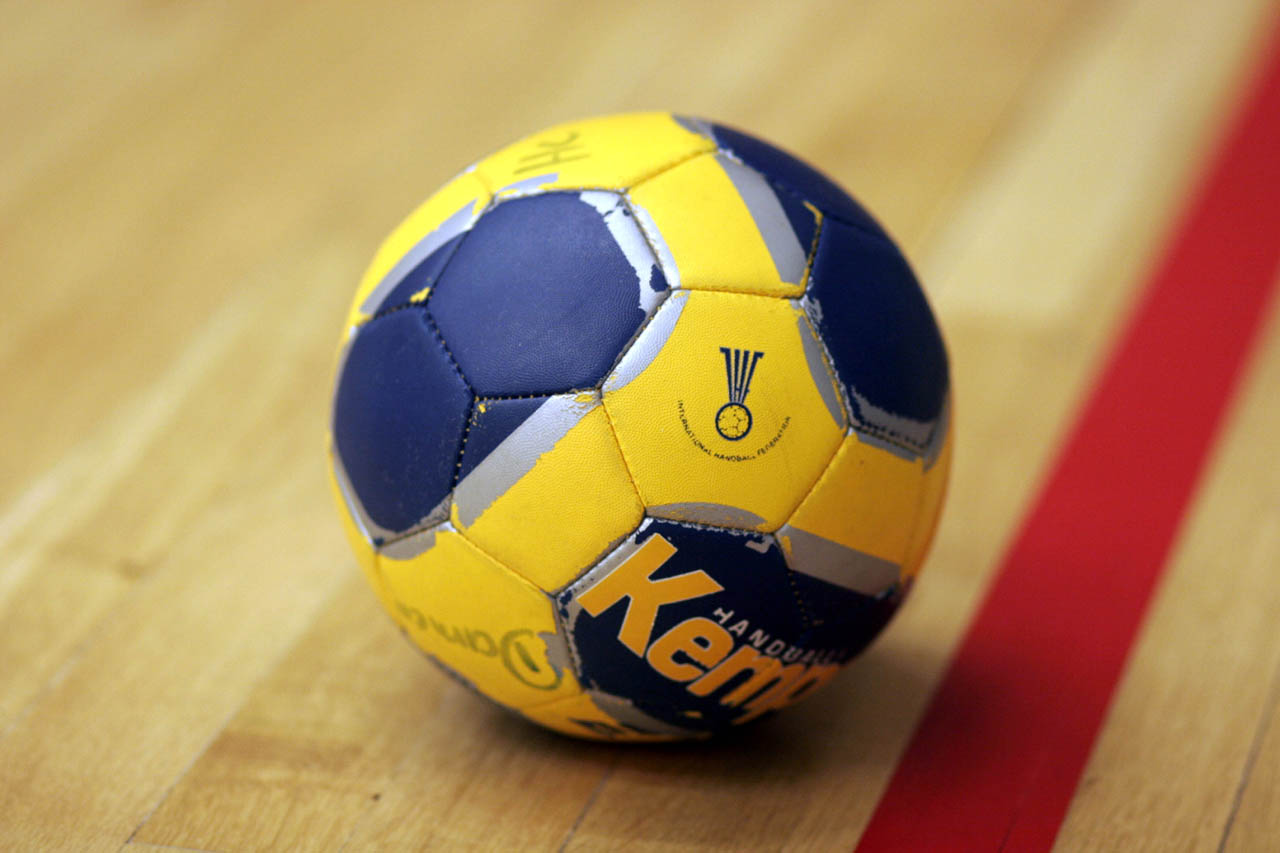
Handbal bal

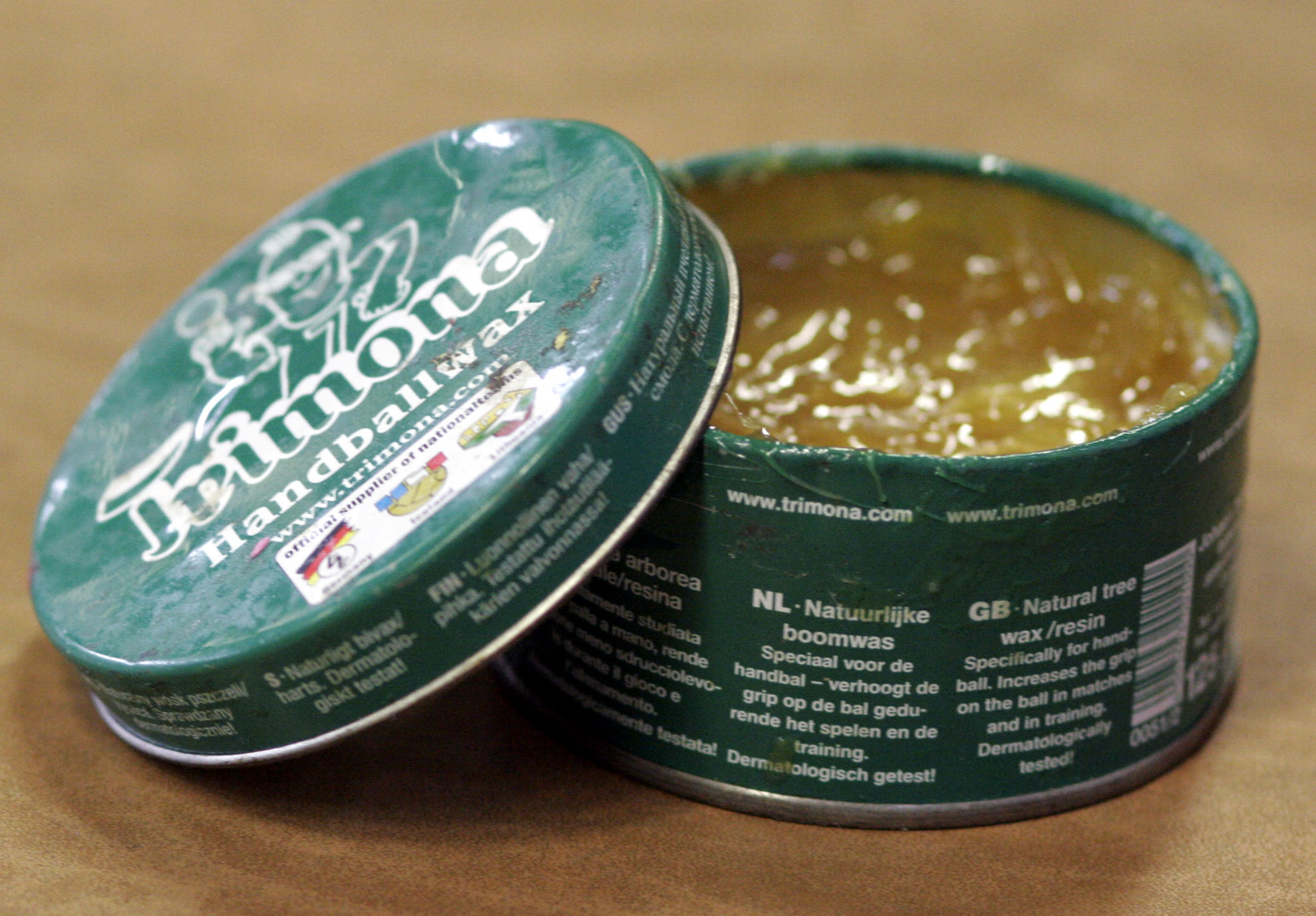
Hars

De internationale regels schrijven drie formaten van de bal voor:

IHF-grootte 3: omtrek 58–60 cm, gewicht 425-475 gram, voor mannen en voor jongens van 16 jaar en ouder. Op de bal wordt hars (ook col genoemd) gedaan. 

IHF-grootte 2: omtrek 54–56 cm, gewicht 325-375 gram, voor vrouwen, meisjes van 14 jaar en ouder en jongens van 12 tot 16 jaar

IHF-grootte 1: omtrek 50–52 cm, gewicht 290-330 gram, voor meisjes van 8 tot 14 jaar en voor jongens van 8 tot 12 jaar.

Voor nog jongere kinderen worden nog kleinere en lichtere ballen gebruikt, maar er zijn geen internationale regels voor.

## Spelregels

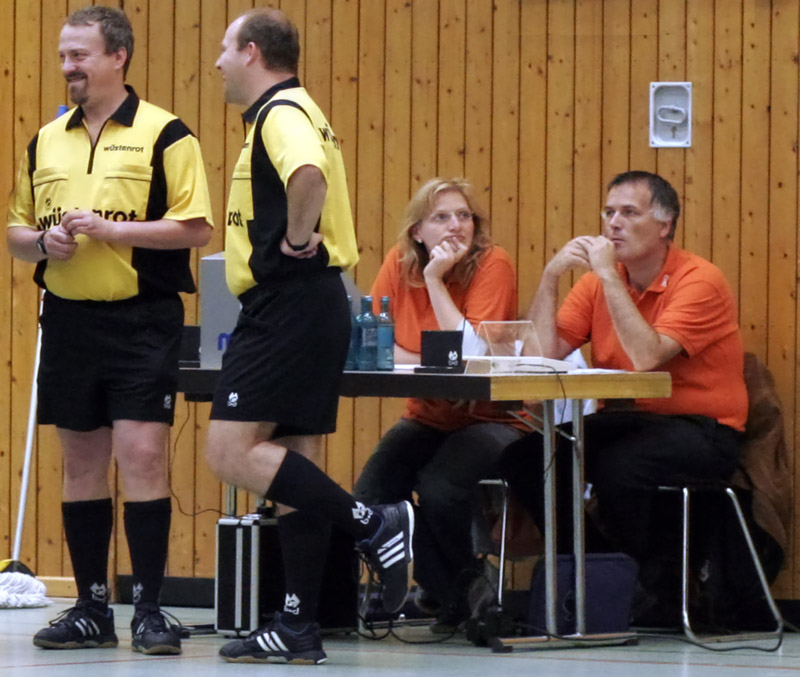
Scheidsrechters

Na de loting (toss) door de scheidsrechter vangt het spel aan met de beginworp vanaf het midden van het speelveld, waarbij alle spelers op hun eigen helft moeten staan, op een afstand van drie meter van de middellijn. De bal mag met handen, armen, hoofd, romp, dijbenen en knieën willekeurig in elke richting geworpen, geslagen, gestoten, gestompt, gestopt en gevangen worden. De bal mag niet met het onderbeen en de voet worden gespeeld. Het is ook niet toegestaan met de bal in de hand meer dan drie passen te doen. De speler moet hem minstens één keer op de grond stuiteren, alvorens hij nog eens drie passen mag doen. Daarna moet hij/zij hem definitief afgeven. Wanneer de speler de bal met beide handen vangt, mag deze hem niet langer dan drie seconden vasthouden of meer dan één keer op de grond stuiten. Met één hand mag men de bal zo vaak als men wil op de grond stuiten (tippen), zowel tijdens het lopen als op de plaats.
Om in het bezit van de bal te komen, is het geoorloofd de tegenstander deze uit de handen te tikken (niet van achter) en hem met het lichaam te blokkeren. Het is echter niet toegestaan de tegenstander met armen, handen en benen te blokkeren, vast te pakken, tegen hem aan te lopen of hem de bal uit de handen te slaan. De doelman mag zijn doel op alle manieren verdedigen, maar zodra hij het doelgebied verlaat, gelden voor hem dezelfde regels als voor de veldspelers.
Doelpogingen mogen vanaf iedere plaats op het veld plaatsvinden maar men mag de lijn van het doelgebied niet overschrijden of aanraken, wel mag men bij de doelpogingen in het doelgebied springen of vallen, daarbij dient men ervoor te zorgen dat de bal de hand verlaten heeft voordat men neerkomt op de grond. Men spreekt van een doelpunt als de bal de doellijn helemaal is gepasseerd. Ook wanneer een speler in eigen doel schiet, levert dit een punt op voor de tegenpartij. Na elk geldig doelpunt stellen de spelers zich op zoals bij de beginworp, die dan wordt genomen door de partij waartegen het doelpunt is gemaakt.
Gaat de bal via de zijlijn uit, dan moet er vanaf de plaats waar deze de lijn heeft gepasseerd een inworp worden genomen. Dit gebeurt door de partij, waarvan de spelers de bal niet het laatst hebben aangeraakt. Als de bal over de achterlijn uitgaat en voor het laatst aangeraakt is door een veldspeler van het verdedigende team, dan geeft de scheidsrechter aan de aanvallende partij een hoekworp. De speler moet deze nemen aan de betreffende kant van het doel, op de plaats waar de zijlijn en de achterlijn samenkomen. Speelt daarentegen een speler van de aanvallende of de doelman van de verdedigende partij de bal over de achterlijn of over het doel, dan geeft de scheidsrechter een uitworp. Deze moet vanuit het doelgebied worden genomen door de doelman.
Wordt er bij een overtreding een vrije worp gegeven dan dient deze worp te worden genomen op de plaats waar de overtreding is begaan, doch ten minste 9 meter van het doel. Overtredingen die worden bestraft met een 7-meter worp dienen vanaf de strafworplijn als een directe worp op het doel te worden uitgevoerd. Hierbij mogen zich tussen het doelgebied en de vrijeworp-lijn geen spelers bevinden, ook mag de doelman de 4-meter markering niet overschrijden totdat de bal de hand van de werper verlaten heeft. Een scheidsrechterworp wordt gegeven, wanneer speler van beide teams gelijktijdig een overtreding hebben begaan of wanneer de scheidsrechter het spel om neutrale redenen heeft onderbroken.

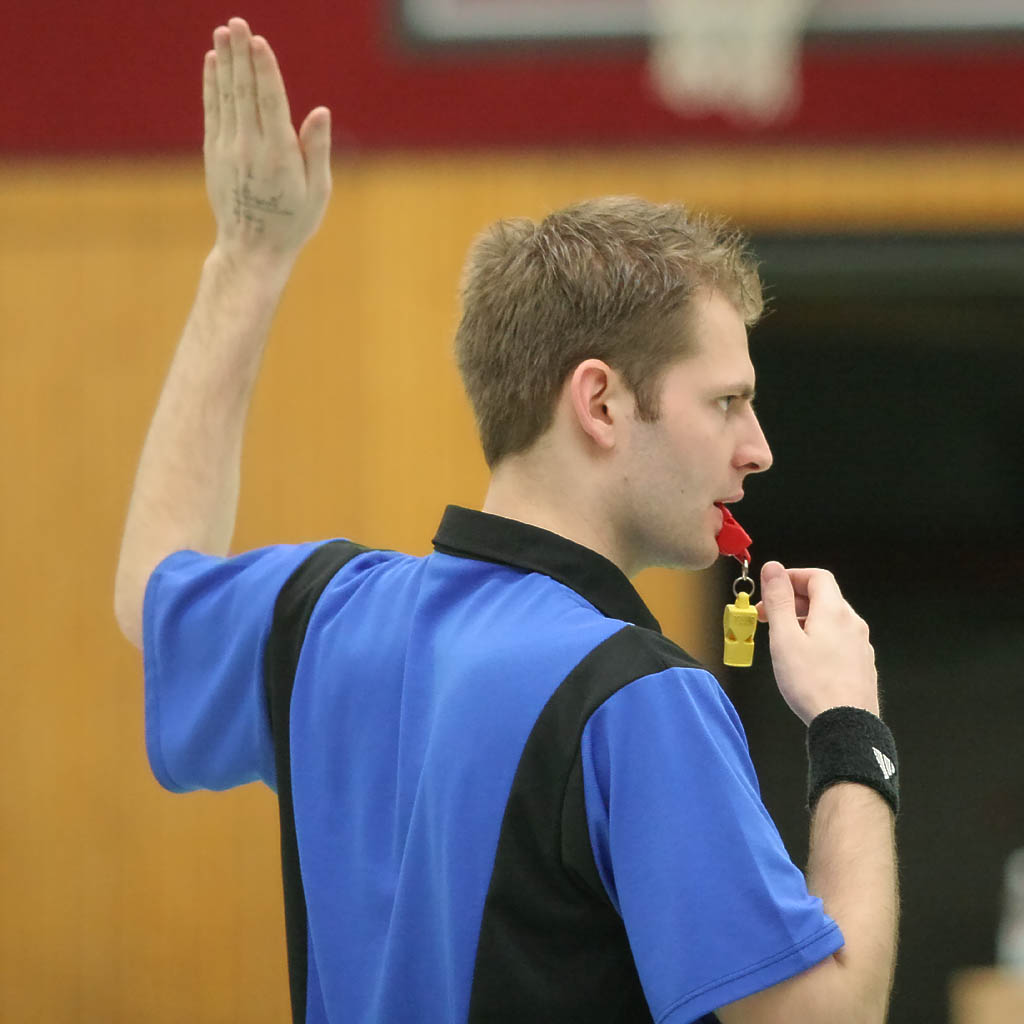
Een scheidsrechter geeft aan dat een aanval te lang duurt

Als een aanval te lang duurt doordat men niet door de verdediging kan komen of door passief spel om tijd te winnen, wordt door de scheidsrechter het signaal voor tijdspel gegeven. Dit gebeurt door het omhoogsteken van de hand. Hierna heeft men vijf passes om een doelpoging te wagen. Lichaamscontact is toegestaan bij het verdedigen, alle verdedigende acties moeten frontaal worden uitgevoerd. In alle andere gevallen volgt er een straf. Deze straf kan variëren van een vrije worp tot en met een diskwalificatie (direct rode kaart).

### Straffen

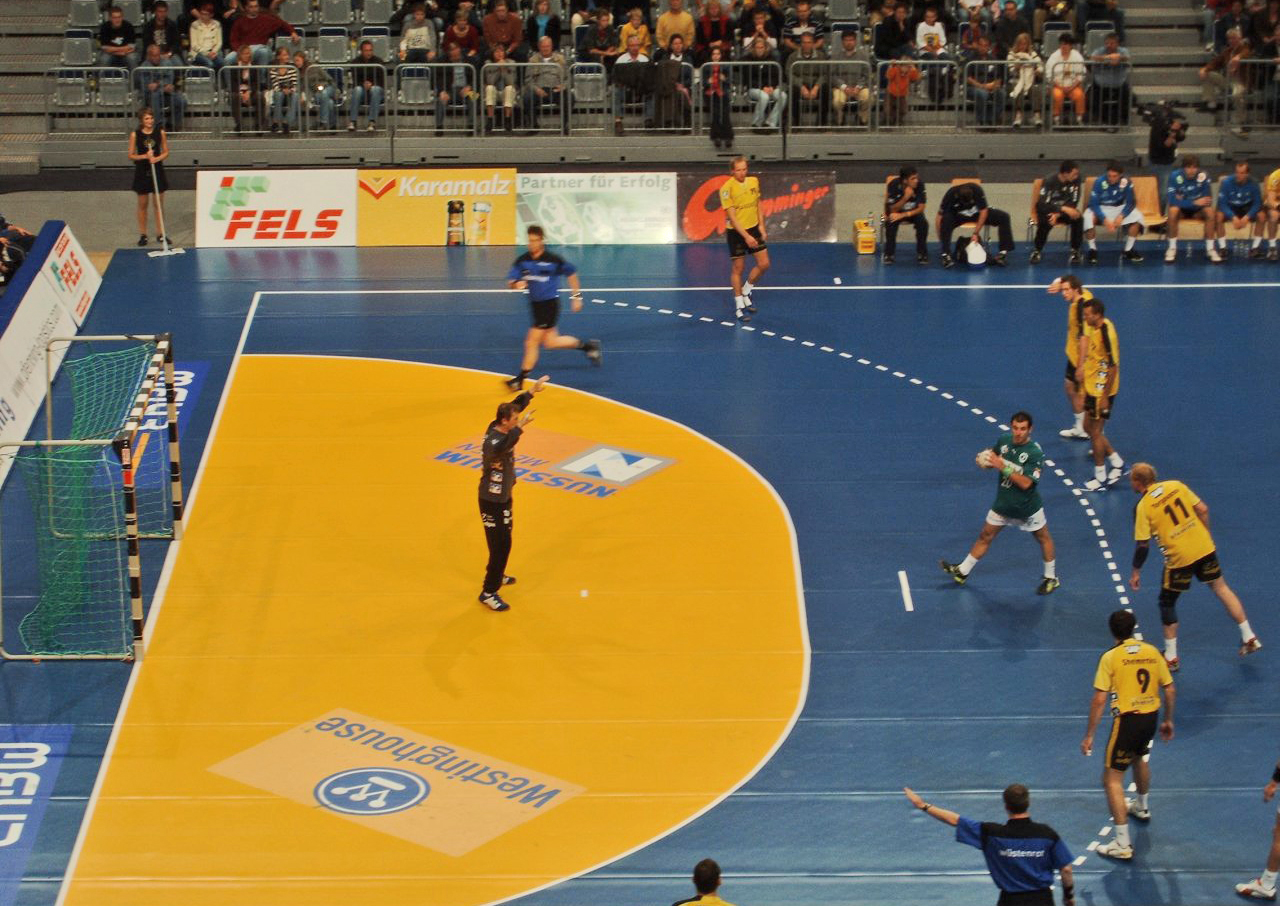
Strafworp

Handbal kent de volgende straffen:
- Vrije worp
- 7-meterworp (strafworp)
- Waarschuwing (gele kaart) - bij 'n volgende overtreding van dezelfde of zwaardere aard volgt een 2 minuten tijdstraf

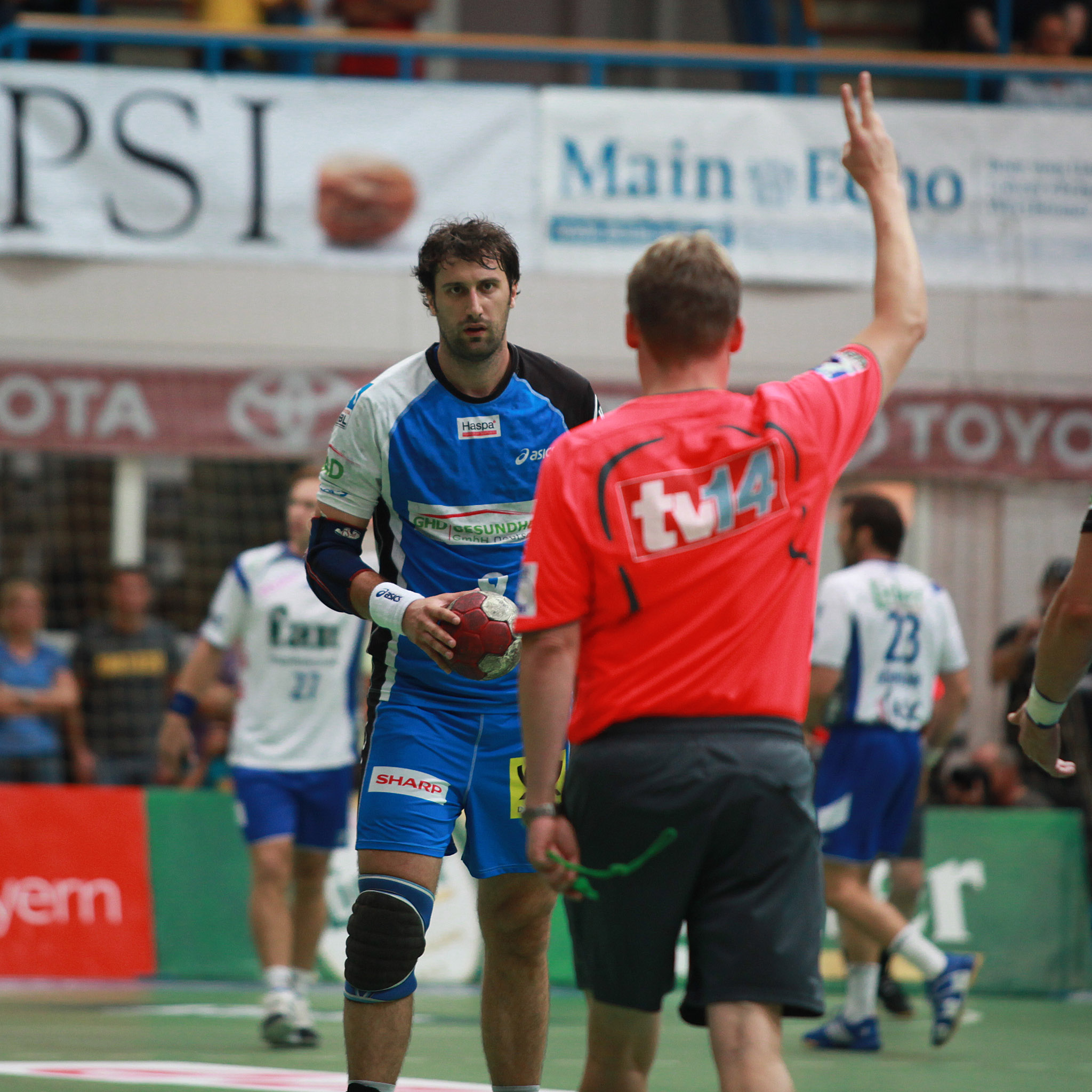
Een speler krijgt 2 minuten

- 2 minuten tijdstraf, bij 3 keer 2 minuten tijdstraf volgt een rode kaart
- Diskwalificatie (rode kaart)
- Blauwe kaart: wordt getoond bij een zware overtreding waarbij de scheidsrechter een rapportage stuurt naar de bond. Ook moet je een boete betalen aan het Nederlands Handbal Verbond (NHV). Een blauwe kaart wordt altijd voorafgegaan door een rode kaart.

Bij een overtreding krijgt een speler een waarschuwing of een tijdstraf. Bij zeer ernstige (grof onsportief) overtredingen kan er een directe rode kaart worden getoond; dit zijn overtredingen zoals het opzettelijk achterover trekken aan de schotarm of het duwen in de rug van een tegenstander. M.a.w. zware overtredingen opzettelijk gericht op lichaam, er zal dan ook een blauwe kaart worden getoond. Na rapportage beslist de bond welke sancties er worden opgelegd voor desbetreffende speler.
Begaat een speler in de laatste 30 seconden van de wedstrijd een overtreding wat normaal geel of 2min. tijdstraf is, dan volgt sowieso een rode kaart en direct een strafworp. Dit om een (gelijk opgaande) wedstrijd tot de laatste seconde sportief en spannend te houden.
Bij een rode (met/zonder) blauwe kaart moet de speler aan wie deze kaart getoond is, het speelveld/zaal direct verlaten, mag wel plaats nemen op de tribune en niet meer deelnemen aan het spel. Na 2 minuten mag er een andere speler die positie weer overnemen.

### Speeltijden
Een senioren- en A-jeugd-wedstrijd duurt 2 × 30 minuten met een pauze van 10 of 15 minuten. Een B-jeugd- en C-jeugd wedstrijd duurt 2 x 25 minuten. De D- en de E-jeugd spelen 2 × 20 minuten en een F-jeugd-wedstrijd duurt 2 × 15 minuten. De recreanten spelen 2 × 25 minuten.
Afzonderlijke continentale en landelijke bonden hebben het recht om afwijkende tijden voor de pauzes te hanteren. Een pauze mag echter nooit meer dan 15 minuten duren. Met name op regionaal niveau zijn pauzes vaak korter. Dit om op de kosten van de zaalhuur te besparen.

##### Verlengingen
Bij wedstrijden die na de reguliere speeltijd gelijk zijn geëindigd en waarbij een beslissing moet vallen, gewoonlijk in een knock out-systeem, wordt een verlenging gespeeld van 2 x 5 minuten met een pauze van 1 minuut.
Is de stand na het spelen van deze verlenging nog altijd gelijk, dan wordt na een pauze van 5 minuten een tweede verlenging gespeeld van nogmaals 2 x 5 minuten met wederom een pauze van 1 minuut.
Wanneer er, na twee verlengingen, nog altijd geen winnaar is, dan wordt de winnaar overeenkomstig de bepalingen in het geldende wedstrijdreglement bepaald. Dit betreft gewoonlijk het nemen van 7-meter worpen.

##### 7-meter worpen
Alleen spelers die na de tweede verlenging niet (tijdelijk) zijn uitgesloten of gediskwalificeerd mogen deelnemen aan de 7-meter worpen.
Elke ploeg wijst vijf spelers aan die per ploeg om en om een 7-meter nemen. De ploegen hoeven vooraf de volgorde van de spelers niet vast te leggen. Doelverdedigers mogen onbeperkt gewisseld worden en zij mogen ook een 7-meter nemen. Via een toss wordt bepaald welke ploeg met de 7-meters begint.
Wanneer de reeks van vijf 7-meters per ploeg nog steeds geen beslissing heeft gebracht, dan worden er opnieuw vijf spelers aangewezen. Dit mogen (deels) dezelfde spelers zijn als in de eerste reeks.
De ploeg die in de eerste reeks als tweede heeft geworpen, vangt de reeks nu aan. Dit proces van het aanwijzen van 5 spelers per ploeg wordt net zolang herhaald, waarbij de beginnende ploeg steeds opnieuw wisselt, totdat er een beslissing is gevallen.
Het verschil tussen de eerste en alle vervolgreeksen is dat de eerste reeks altijd volledig wordt voltooid en een vervolgreeks meteen wordt afgebroken zodra er een doelpuntenverschil is wanneer beide ploegen evenveel 7-meters hebben genomen. De ploeg die dan een keer meer heeft gescoord is de winnaar.

## Techniek
Handbal is een uiterst beweeglijke en veelzijdige wedstrijdsport, waarvoor een groot uithoudings- en reactievermogen, sprong-, werp- en sprintkracht en wendbaarheid zijn vereist.
De speltechniek omvat de inzet van alle tactische mogelijkheden, verwarrende aanvalscombinaties en fantasierijke dekkingssystemen. Een geoefende handballer dient telkens aanspeelbaar te zijn, dus vrij te lopen en de tegenstander af te schudden. Wat de balbehandeling betreft, bij handbal komt het aan op een feilloze vang- en werptechniek. Men moet de bal voor en achter het lichaam kunnen vangen, boven het hoofd en tijdens de sprong, op heup- en kniehoogte. Ook dient men een bal met één hand te kunnen vangen en een rollende of stilliggende bal snel van de grond kunnen oppikken. Ook de doelman moet het stoppen van de bal met de voeten tot in de puntjes beheersen.
Er zijn verschillende manieren, al naargelang de situatie om een bal te werpen: de strekworp vanaf elke hoogte, de heupzwaaiworp, de achterwaartse worp (hier bij is de rug naar het doel gekeerd), de valworp (een tijdens een opzettelijke val zij- of voorwaarts geworpen bal), het sprongschot, de slingerworp enz. Het samenspel in een team moet nauwkeurig en snel zijn. Veel foute passes kunnen de zege kosten, want bij zaalhandbal worden veel doelpunten gemaakt. Door verschillende tactieken toe te passen tracht men de verdediging van de opponent uiteen te 'rijten' om zo tot scoren te kunnen komen.
Men kan met verschillende soorten worpen trachten een doelpunt te maken: met een sprongworp springt men in de lucht om de bal over het verdedigende blok te werpen, ook kan men vanuit de loop en vanuit stand werpen, dit kan zowel boven- als onderhands. Sprongworpen kunnen enkel bovenhands worden uitgevoerd.
Bij zaalhandbal heeft iedere speler zowel aanvallende als verdedigende taken, naargelang het team al of niet balbezit heeft. De spelers zijn dus voortdurend in actie. Een speler kan de speciale opdracht krijgen gaten te maken in de verdedigingsgordel van de tegenpartij, waardoor zijn medespelers de kans krijgen een afstandschot te lossen. In de verdedigingstactiek onderscheidt men de mandekking (iedere speler moet één tegenstander bewaken) en de ruimtedekking (iedere speler is verantwoordelijk voor één gedeelte van het veld). Zodra de tegenpartij balbezit heeft, vormen de spelers van het verdedigende team een gesloten cirkel rond het doelgebied. Het is daarom zaak een bal snel naar voren te spelen, zodat de tegenpartij nauwelijks tijd heeft de verdediging te organiseren. Het komt dikwijls voor dat teams een aanval/verdediging wissel toepassen, waarbij na een gespeelde aanval een of meerdere aanvallende spelers heel snel wisselen met spelers die betere verdedigende kwaliteiten bezitten. Als er weer een aanval volgt, wordt er weer omgekeerd gewisseld. Het nadeel van een aanval/verdediging wissel is dat een team meer tijd nodig heeft om de verdediging te organiseren en dat in aanvallend opzicht, de aanval kort wordt opgehouden door de uit te voeren wissel(s).

## Handbal in Nederland
Het handbal in Nederland wordt vertegenwoordigd door het Nederlands Handbal Verbond (NHV). Dit verbond maakt de poule-indelingen en wedstrijdprogramma's van de landelijke competities. Ook selecteert het de nationale selecties. Anno 2016 telde het Nederlands Handbal Verbond 49.378 leden, verspreid over 374 verenigingen. Van de 49.378 leden zijn 35.099 vrouw (71%) en 14.279 man (29%). In Nederland is handbal dus vooral een vrouwensport. Anno 2016 was het NHV de 20e grootste sportbond van Nederland.

### Geschiedenis
In 1926 werd het veldhandbal geïmporteerd vanuit Duitsland door enkele gymleraren uit Groningen. Aangezien de gymleraren geen spelregelboek hadden meegenomen werden aanvankelijk de voetbalregels gehanteerd. Turnkring Groningen van de Koninklijke Nederlandse Gymnastiek Bond (K.N.G.V.) pikte de handbalsport op. In 1931 werd door het K.N.G.V. overgegaan tot het instellen van zogenoemde speldagen, waaraan alle handbalploegen uit alle turnkringen konden deelnemen. In 1932 installeerde het K.N.G.V. een aparte commissie voor het veldhandbal, de zogenoemde bondsspelcommissie (bestaande uit de sporten handbal, grensbal, slingerbal en vuistbal), die al spoedig competities instelde, met als hoogtepunt de nationale spelkampioenschappen in Gouda. Voor de eerste competitie hadden zich 40 dames-elftallen en 55 heren-elftallen ingeschreven. In 1933 ging de bondsspelcommissie over tot het toelaten van de zogenoemde spelverenigingen, dat wil zeggen verenigingen, die geen specifieke gymnastiekverenigingen zijn. In die tijd ontstonden er specifieke handbalverenigingen, terwijl er ook atletiekverenigingen 's winters gingen handballen. In 1934 was het aantal ingeschreven handballers en handbalsters bij de bondsspelcommissie reeds gestegen tot ongeveer 3.500.
Het jaar 1935 bracht de eerste interland wedstrijden, in mei tegen Duitsland in Den Haag en in augustus volgde de tournee van het Nederlandse elftal naar Oostenrijk en Hongarije. In maart 1936 verzelfstandigde het handbal zich in in de Bonds Handbal Commissie, nog steeds onder de vlag van het K.N.G.V. Er werd bovendien een aparte technische commissie gevormd en een hoofdklasse ingesteld.
Naast het Koninklijke Nederlandse Gymnastiek Bond vertegenwoordigde ook de Koninklijke Nederlandse Atletiek Unie (K.N.A.U.) het handbal. De K.N.A.U. was tot november 1935 lid van de Internationale Amateur Handbal Federatie (I.A.H.F.). In november 1935 werd de Nederlandsche Handbal Bond (N.H.B.) opgericht. De oprichting heeft te Amsterdam plaats gehad. Onmiddellijk na de oprichting heeft de K.N.A.U. haar lidmaatschap van Internationale Amateur Handbal Federatie, alsmede de rechten tot het organiseren van internationale wedstrijden overgedragen aan de Nederlandsche Handbal Bond. Er ontstond een lastige situatie omtrent de internationale rechten. De Nederlandsche Handbal Bond had weinig tot geen leden, terwijl de Bonds Handbal Commissie van het K.N.G.V. qua ledenaantallen en elftallen tot grote bloei was gekomen. De Nederlandsche Handbal Bond was alleen bereid haar internationale rechten over te dragen, mits de handbalcommissie geheel zelfstandig, dus los van het K.N.G.V. zou komen te staan. Het K.N.G.V. was hier niet toe bereid. Na bemiddeling van het Nederlands Olympisch Comité, was het K.N.G.V. bereid de bondhandbalverordening in dier voege te wijzigingen, dat de bepalingen, dat principiële voorstellen door de handballers alleen gedaan morgen worden met toestemming van het dagelijks bestuur van het K.N.G.V. en dat besluiten van de Bondshandbalcommissie onderworpen zijn aan het vetorecht van het K.N.G.V.-bestuur, zullen worden geschrapt. De N.H.B. was hiermee bereid haar internationale rechten over te dragen aan het K.N.G.V. en het K.N.G.V. toe te laten als lid van de internationale handbalfederatie.
Op 1 januari 1942 kwam handbal op eigen benen te staan door de oprichting van het Nederlands Handbal Verbond (N.H.V). De Bonds Handbal Commissie van het K.N.G.V. werd geliquideerd. Hiermee viel het handbal in Nederland nog steeds niet organisatorisch onder één koepel. De katholieke sporters in Nederland, bedreven hun sporten namelijk onder de landelijke koepel van de Nederlandse Katholieke Sportfederatie (N.K.S.), waar handbal rechtstreeks onder ressorteerde. In 1948 werd er in Limburg de Rooms Katholieke Limburgse Handbal Bond (rk L.H.B.) opgericht als onderdeel van de Rooms Katholieke Nederlandse Handbalbond (r.k. N.H.B.) onder de koepel van de N.K.S in 1949. De katholieke koepel fuseerde in 1957 met het Nederlands Handbal Verbond.
Zaalhandbal wordt in Nederland sinds 1947 gespeeld. Sinds 1970 wordt op het veld 7-handbal gespeeld.

### Competitie
In Nederland wordt er voornamelijk in de zaal gespeeld. Er wordt gespeeld in de landelijke competitie die bestaat uit een eredivisie voor mannen en een eredivisie voor vrouwen, hieronder zit de Eerste Divisie, daaronder de Tweede Divisie A (regio noord) en B (regio zuid) en daaronder de Hoofdklassen A (regio noord), B (regio oost), C (regio zuid) en D (regio west). Hiernaast wordt er competitie in de afdelingen gespeeld waarin de eerste klasse de hoogste is en van waaruit men kan promoveren naar de landelijke Hoofdklasse. Hierna volgen de tweede, derde, vierde en vijfde klasse. In de lagere klassen is er ook een buitencompetitie op verharde velden.

### Internationale successen
Internationaal gezien, voornamelijk aan de vrouwenkant, zit het Nederlandse handbal enorm in de lift mede dankzij de recente successen van de Nederlandse nationale damesploeg die furore maakte door op het wereldkampioenschap van 2015 in Denemarken, voor het eerst in de geschiedenis, de finale om de mondiale titel te halen en daar op de tweede plaats te eindigen na een 23-31 verlies tegen wereldkampioen Noorwegen.
In 2016 werd het tweede grote succes geboekt door deelname aan de Olympische Spelen van 2016 in Rio de Janeiro af te dwingen. In een olympisch kwalificatietoernooi in het Franse Metz werden respectievelijk Tunesië, Japan en gastland Frankrijk verslagen waardoor, opnieuw voor het eerst in de geschiedenis, deelgenomen mocht worden aan de Olympische Spelen. Hier werd de vierde plaats behaald na een ontluisterende 26-36 nederlaag in de 'kleine' finale om het brons tegen wederom Noorwegen. Het goud was voor Rusland dat met 19-22 zegevierde over Frankrijk.
Enkele maanden later, op het Europees kampioenschap van 2016 in Zweden, werd het derde succes in een jaar tijd geboekt. Opnieuw bereikte Nederland, wederom voor het eerst in de geschiedenis, de finale, waarin na een zinderende wedstrijd andermaal gebogen moest worden voor wereld- en Europees kampioen Noorwegen. Ditmaal met het kleinst mogelijke verschil: 29-30
Op het wereldkampioenschap van 2017 in Duitsland behaalde het Nederlands vrouwenteam de derde plek door in de troostfinale Zweden te verslaan met 24-21. Op het Europees kampioenschap van 2018 in Frankrijk belandde het Nederlandse vrouwenteam wederom op het podium met een derde plek. In de troostfinale werd Roemenië verslagen met 24-20. In deze wedstrijd was Nederland vooral in verdedigend opzicht ijzersterk. Roemenië wist slechts 33% van de aanvallen succesvol af te ronden.
Op het wereldkampioenschap van 2019 in Japan behaalde het Nederlandse vrouwenteam haar grootste succes uit de geschiedenis door wereldkampioen te worden. In een bloedstollende finale werd Spanje verslagen met 30-29. Een bloedstollende ontknoping volgde. Iets meer dan een halve minuut voor het einde verloor Nederland de bal en mocht Spanje de tijd uitspelen en op jacht gaan naar de winnende treffer. Het was Tess Wester die Nederland redde met een geweldige save, waarna Hernandez rood kreeg vanwege het hinderen van Wester bij het uitgooien. Daarop kreeg Nederland aan de andere kant, met nog zes seconden op de klok, een strafworp. Die kans benutte Lois Abbingh koelbloedig. In de halve finale had Nederland, olympisch kampioen Rusland reeds verslagen met 33-32, in een ware thriller.

## Handbal in België
In België wordt vrijwel alleen in de zaal gespeeld. Er is een eredivisie voor mannen en voor vrouwen. Hieronder zitten de nationale en daaronder komen de ligaklasse en de regioklasse. In de jeugdklasse wordt er provinciaal afdeling gespeeld.

## Handbal mondiaal
Vooral in Europa is handbal een populaire sport. Met name in de Scandinavische landen en in de voormalige Sovjet-republieken. Er bestaan verschillende bonden die de rechten van handballers vertegenwoordigen; de Europese handbalfederatie is de EHF.
Bij de mannen is de Duitse competitie de sterkste ter wereld, bij de dames is dit de Deense competitie. Dit blijkt ook op de grote mondiale toernooien, de wereldkampioenschappen en de Olympische Spelen. De Europese landen zijn vaak de dominerende landen, vooral bij de mannen. Het enige niet-Europese land dat bij de mannen nog enigszins van zich laat spreken is Zuid-Korea en heel sporadisch Tunesië. De laatste jaren lijkt het erop dat Argentinië zich ook meer en meer laat zien.
Bij de vrouwen is het continentale verschil inmiddels al wat kleiner. Ook de dames van Zuid-Korea winnen regelmatig van een Europees land alsmede Angola. Het Braziliaanse damesteam laat nog het meest van zich spreken en heeft in 2013 tijdens het wereldkampioenschap in Servië als het eerste Zuid-Amerikaanse land ooit, de titel opgeëist door in de finale het gastland te verslaan.

## Toeschouwersrecord
Het huidige wereldwijde toeschouwersrecord voor een handbalwedstrijd is gevestigd op 6 september 2014 tijdens een wedstrijd tussen HSV Hamburg en Rhein-Neckar Löwen. De wedstrijd trok 44.189 toeschouwers naar de Commerzbank Arena in Frankfurt. Het vorige record stond op 36.651 toeschouwers, gevestigd tijdens de finale van de Deense beker van 2011 in het Parkenstadion in Kopenhagen.

## Internationale toernooien
- Handbal op de Olympische Spelen
- Wereldkampioenschap handbal mannen
- Wereldkampioenschap handbal vrouwen
- Europees kampioenschap handbal mannen
- Europees kampioenschap handbal vrouwen